# جيمي كوين (لاعب كرة قدم مواليد 1947)
جيمي كوين (بالإنجليزية: Jimmy Quinn)‏ هو لاعب كرة قدم بريطاني في مركز ظهير ‏، ولد في 23 نوفمبر 1947، وتوفي في 29 أبريل 2002 في كيلسيث ‏ في المملكة المتحدة. لعب مع شيفيلد وينزداي ونادي سلتيك.